# Витгендорф (Цайц)
Витгендорф (нем. Wittgendorf) — община в Германии, в земле Саксония-Анхальт.
Входит в состав района Бургенланд. Подчиняется управлению Дройсигер-Цайтцер Форст. Население составляет 686 человек (на 30 июня 2004 года). Занимает площадь 12,81 км².